# Santa Fe (Mexico)
- espagnol - Santa Fe (Ciudad de México) (Version complètement sourcée. Cette version ci provient de WPen, non sourcé)

Pour les articles homonymes, voir Santa Fe.
Santa Fe au Mexique est le plus important quartier d'affaires du pays, localisé à l'ouest de la ville de Mexico.
Santa Fe est un district de la ville de Mexico devenu le plus important du Mexique et de l'Amérique latine en termes financiers et commerciaux. Situé dans l'ouest du district fédéral, il fait partie des alcaldías de Cuajimalpa et Álvaro Obregón.
Le quartier est divisé en quatre zones et plusieurs colonies. L'avenue Paseo de la Reforma et l'avenue Constituyentes sont les principaux moyens d'accès depuis le centre de la ville de Mexico. Composé principalement d'immeubles de grande hauteur entourant un grand centre commercial, le Centro Santa Fe (es), le plus grand d'Amérique latine, il accueille des commerces, des établissements d'enseignement et des logements. On y trouve par ailleurs trois universités (dont l'université ibéro-américaine) et trois collèges, mais également le siège de nombreuses entreprises nationales et internationales. L'opulence des bâtiments dans les zones les plus récentes contraste fortement avec l'extrême pauvreté des quartiers populaires et des anciens villages qui s'élèvent à proximité immédiate.
Avec une gare éponyme desservant Santa Fe (es), la nouvelle ligne de chemin de fer interurbain Toluca-vallée de Mexico (es), réservée aux trains de voyageurs et dont l'ouverture est prévue en 2020, devrait considérablement améliorer la desserte du quartier par les transports collectifs et favoriser son développement.

## Histoire

### Projet Santa Fe
L'actuel quartier de Santa Fe tire son nom de Santa Fé de Mexico, l'hôpital Pueblo de Santa Fe du XVIe siècle, fondé par Vasco de Quiroga en 1532, dont les ruines sont visibles aujourd'hui encore dans la région.

### Période coloniale et indépendance
Pendant l'ère coloniale espagnole (fin du XVe siècle - début du XIXe siècle) et le premier siècle du Mexique indépendant (début du XIXe siècle - début du XXe siècle), la ville de Santa Fe avait un paysage marqué par l'exploitation de gisements de sable à ciel ouvert, à cheval sur les villes de Santa Fe, Santa Lucia, San Mateo et San Pedro à Cuajimalpa,.
Le site était situé le long de l'ancienne route royale reliant Tacubaya à Toluca. Cette route était située sur l'actuelle avenue connue sous le nom de Cuajimalpa Arteaga et Salazar, traversant les montagnes de la Sierra de las Cruces et continuant par la route actuelle de l'autoroute fédérale qui relie Mexico à Toluca. À l'époque du Porfiriat, une ligne de tramway à vapeur fut construite sur l'ancienne voie royale, qui s'est d'abord terminée à Santa Fe, avant de s'étendre à La Venta, Cuajimalpa et San Ángel. De nombreux arbres furent abattus pendant la construction de la ligne de tramway en direction de San Ángel.

### Les années 1930 et 1940
La présence de bancs de sable dans la région a été exploitée dans les années 1930 pour alimenter l'industrie croissante de la construction à Mexico. L'extraction du sable a eu pour effet malheureux de créer une tranchée profonde dans le paysage, de près de quatre kilomètres de long sur deux kilomètres de large et parfois jusqu'à cent mètres de profondeur.
Un certain nombre d'autres problèmes d'utilisation des terres ont fait surface au cours de cette période :
- la dérivation de la rivière Tacubaya pendant la construction de la route fédérale vers Toluca, signifiait qu'aucune source d'eau n'était disponible pour alimenter la rivière qui alimente la région de Lomas, par l'écoulement naturel de l'eau et le drainage de la région par gravité ;
- des changements brusques dans le niveau du sol signifiaient que la zone avait un potentiel très limité pour la construction de routes, car il y avait une barrière naturelle au nord des quartiers en construction, des ravins étaient présents à l'est et à l'ouest, et le désert du parc national Désert des Lions était situé au sud.
- comme la construction se faisait au-dessus d'un substrat rocheux solide, l'absence de drainage naturel signifiait que les conduites d'eau potable introduites risquaient d'être contaminées par du lixiviat qui ne pouvait être retiré du sol. Il a été difficile d'introduire des lignes de drainage artificielles en raison de la faiblesse mécanique du sol. En outre, les tassements du sol risquaient de se rompre et d'accroître encore la pollution du sol, ce qui entraînait des rejets sporadiques de gaz.

### Les années 1950
En 1953, le service de train électrique fut supprimé après un déraillement où plusieurs personnes trouvèrent la mort dans ce qui est aujourd'hui la colonie Ocote Cuajimalpa. L'ancienne route royale vers Toluca subissait déjà une forte concurrence de la part de la route fédérale Toluca, qui, longeant la crête ouest, dut être interrompue pour éviter que la route ne s'affaisse. Aujourd'hui, au sud de la Calle 16 de Septiembre, on peut voir les contours du chemin qui oblige à quitter l'arête orientale qui borde la zone et qui était autrefois un bidonville appelé Romita. Cette emprise a donné naissance à l'Avenida Tamaulipas qui relie la route de Santa Lucia et l'avenue Vasco de Quiroga.

### Les années 1960
Dans les années 1960, les gisements de sable sont devenus difficiles à exploiter parce que le renforcement des murs devenait de plus en plus ardu et coûteux, de sorte que les propriétaires ont commencé à vendre les sites d'extraction au District fédéral, qui les a utilisées comme décharges. Les désordres causés par cette décharge ont provoqué sa fermeture lorsque le président José López Portillo a décidé d'y construire son complexe résidentiel, en un endroit affublé du nom de Dog Hill.

### Les années 1970
Au début des années 1970, un plan de développement urbain a été créé pour le quartier, destiné à être transformé en zone industrielle afin de fournir des emplois aux habitants et développer une production permettant de réduire les importations. Ce plan ne tenait pas compte de la construction de zones résidentielles, car on prévoyait une faible capacité d'évacuation de l'eau ou de drainage de la zone. Cela devait même être ratifié par les conseils d'administration des villes voisines. Dans les années 1980, la plupart des décharges avaient été fermées et c'est alors que la construction des bâtiments a commencé : en 1982, l'Universidad Iberoamericana a été construite sur un terrain donné par le gouvernement de Santa Fe, marquant le passage de l'utilisation industrielle du sol au développement d'un quartier résidentiel d'une grande importance économique.

### Les années 1990
Sous l'administration du président Salinas de Gortari (1988-1994), le maire de la ville, Manuel Camacho Solís, et ses collègues ont conçu un projet qui, en théorie, aurait dû être similaire à celui du quartier d'affaires de La Défense près de Paris et s'élèverait sur des décharges existantes. L'un des principaux risques était la propagation de l'eau contaminée qui infiltrerait l'approvisionnement en eau de la ville de Mexico. Des techniques modernes de construction ont dû être mises en place pour répartir plusieurs couches de sable aplaties sur des millions de tonnes de déchets. Pour bâtir en toute sécurité sur le site d'enfouissement, la Ville a créé un programme de maîtrise moderne que le gouvernement et les investisseurs réglementent.
Cette décennie a été celle d'un boom de la construction avec l'arrivée du Santa Fe Mall. À cette époque et sous l'autorité de Manuel Camacho Solís, des expulsions ont été prononcées contre les habitants de Romita et d'autres quartiers. La plupart des habitants se sont réinstallés dans le quartier de San José à Cuajimalpa. Par cette avenue, on accède à Tamaulipas et on a commencé la construction de l'autoroute à péage Mexique-Toluca, qui devait être prolongée à la périphérie de la ville pour atteindre l'autoroute de Cuernavaca.
Du fait de la crise économique mexicaine de 1994, les travaux ont été suspendus et ce n'est qu'en 2000 que la première phase de la ville de Santa Fe a été achevée. Un autre des projets initiaux de Santa Fe a été annulé, le parc Mountain Meadows Park, ainsi que le West Alameda Park ; il y a trois autres parcs Alameda dans les parties nord, est et sud de Mexico.

### Les années 2000
Le nouvel arrondissement de Mexico a été perçu davantage comme un moyen de valider la quasi-autonomie de la zone pour la fiducie qui la gère car la proposition ne couvre que les zones résidentielles et commerciales de haut niveau économique, à l'exclusion du bas niveau que l'on trouve en périphérie, qui font partie du problème, puisque c'est là que sont les routes et réseaux qui alimentent la zone.